# George Henry Seeley

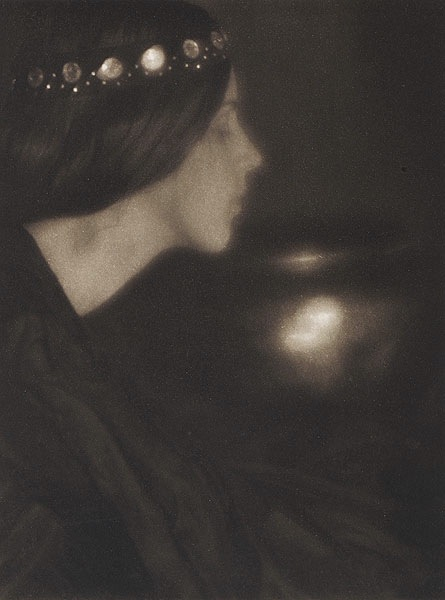
George Seeley: Black Bowl, Camera Work č. 20, 1907

George Henry Seeley (1880–1955) byl americký fotograf a malíř.

## Život a dílo
Byl členem spolku Fotosecese, jeho fotografie byly otištěny v časopisu Alfreda Stieglitze Camera Work. Své práce také vystavoval v Galerii 291. Jeho fotografie jsou často tmavé a tištěné měkkými a jemnými tóny na platinovém papíře. Fotografie jsou jemně zaostřeny a dávají pocit, jako by je maloval malíř. Seeley rád snímal zimní krajiny a byl jedním z prvních fotografů, kdo využíval ve svých fotografiích abstrakce krajiny.

## Galerie

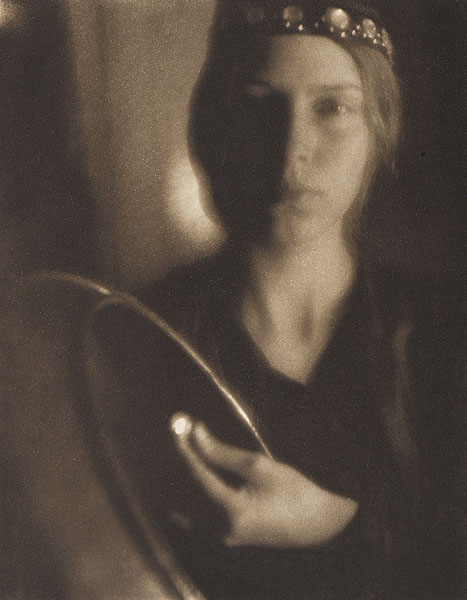
Firefly, 1907
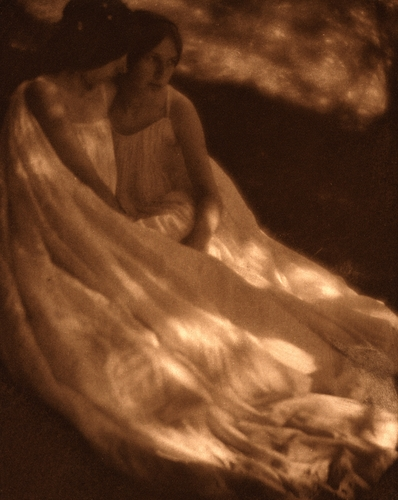
The Burning of Rome, 1907
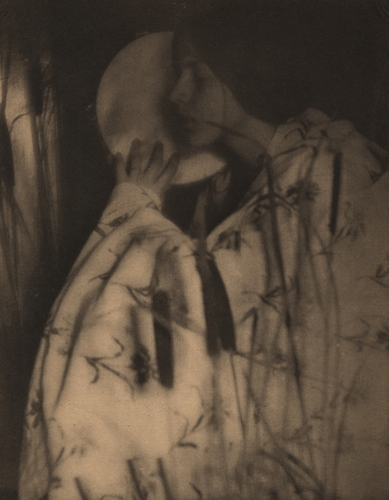
Autumn, 1910
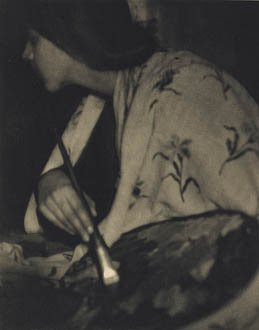
The Artist, 1910